# نهر أوسيلا
نهر أوشيلا نهر ينبع من مقاطعة بروكس ويمر عبر منطقة بيج بيند في فلوريدا ويصب في خليج المكسيك في خليج أبالاتشي. أطلقت عليه بعض الخرائط المبكرة اسم نهر أوشيلا. يبلغ طوله 89 ميل (143 كـم) ولها حوض تصريف 747 ميل مربع (1,930 كـم2). تشمل الروافد نهري ليتل أوسيلا وواسيسا. في فلوريدا يشكل نهر أوسيلا الحدود الشرقية لمقاطعة جيفرسون ويفصلها عن مقاطعة ماديسون في الجزء الشمالي ومن مقاطعة تايلور إلى الجنوب.
خلال الفترة الإسبانية الأولى في فلوريدا كان نهر أوشيلا هو الحد الفاصل بين شعب أبالاتشي وشعب يوستاغا (أبالاتشي) الناطقين بالتيموكوا. يشير الاسم أوسيلا إلى قرية تيموكوا القديمة.